# 杨槐
杨槐（1965年4月—），北京大学终身教授，北京科技大学新材料技术研究院院长、终身教授，从事功能性液晶材料等方面的研究。中国教育部第6批“长江学者”特聘教授，发表论文数百篇，已获得授权国家专利数10项，曾参与“863计划”等多个重点项目，取得国家技术发明奖二等奖等奖项。

## 生平
曾先后取得吉林大学化学系学士学位、材料科学研究所硕士学位，九州大学工学博士学位。
后任北京大学教授，北京科技大学新材料技术研究院院长。

## 学术兼职
编委、Journal of Information Display 副主编、Frontiers of Materials Science in China、Liquid Crystals 、Materials Chemistry Frontiers、《功能材料》编委、《液晶与显示》 编委。